# 铁苋白粉菌
铁苋白粉菌（学名：Erysiphe acalyphae）是属于白粉菌目白粉菌科白粉菌属的一种真菌，寄生在铁苋菜上。该种分布于中国、印度、苏丹、罗得西亚、赞比亚等地。